# 진 울프

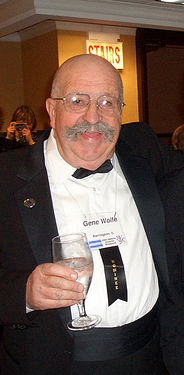

진 울프(Gene Wolfe, 본명: 진 로드먼 울프, Gene Rodman Wolfe, 1931년 5월 7일 ~ 2019년 4월 14일)는 미국의 SF (장르) 및 판타지 작가였다. 조밀하고 암시적인 산문뿐만 아니라 가톨릭 신앙의 강한 영향력으로도 유명했다. 다작의 단편 소설가이자 소설가였으며 많은 문학상을 수상했다. 울프는 "공상과학계의 멜빌"로 불리며 미국 공상과학 및 판타지 작가 협회로부터 그랜드 마스터(Grand Master)로 선정되었다.
울프는 "태양 주기"의 첫 번째 부분인 북 오브 더 뉴 선(Book of the New Sun) 시리즈(4권, 1980~1983)로 가장 잘 알려져 있다. 1998년 로커스 매거진은 이 작품과 다른 여러 시리즈를 단일 항목으로 간주한 구독자 설문 조사를 기반으로 1990년 이전에 출판된 세 번째 최고의 판타지 소설로 선정했다.